# Keprník
Keprník (niem. Kepernik, Köppernik lub Glaserberg) – szczyt (góra) o wysokości 1423 m n.p.m. (podawana jest też wysokość 1422 m n.p.m. , 1422,8 m n.p.m.  lub 1423,0 m n.p.m. ) w paśmie górskim Wysokiego Jesionika (cz. Hrubý Jeseník), w północno-wschodnich Czechach, w Sudetach Wschodnich, na historycznej granicy Śląska i Moraw, w obrębie gminy Ostružná, oddalony o około 12,7 km na północny zachód od szczytu góry Pradziad (cz. Praděd). Rozległość góry (powierzchnia stoków) szacowana jest na około 7,5 km², a średnie nachylenie wszystkich stoków wynosi około 12°.

## Charakterystyka

### Lokalizacja

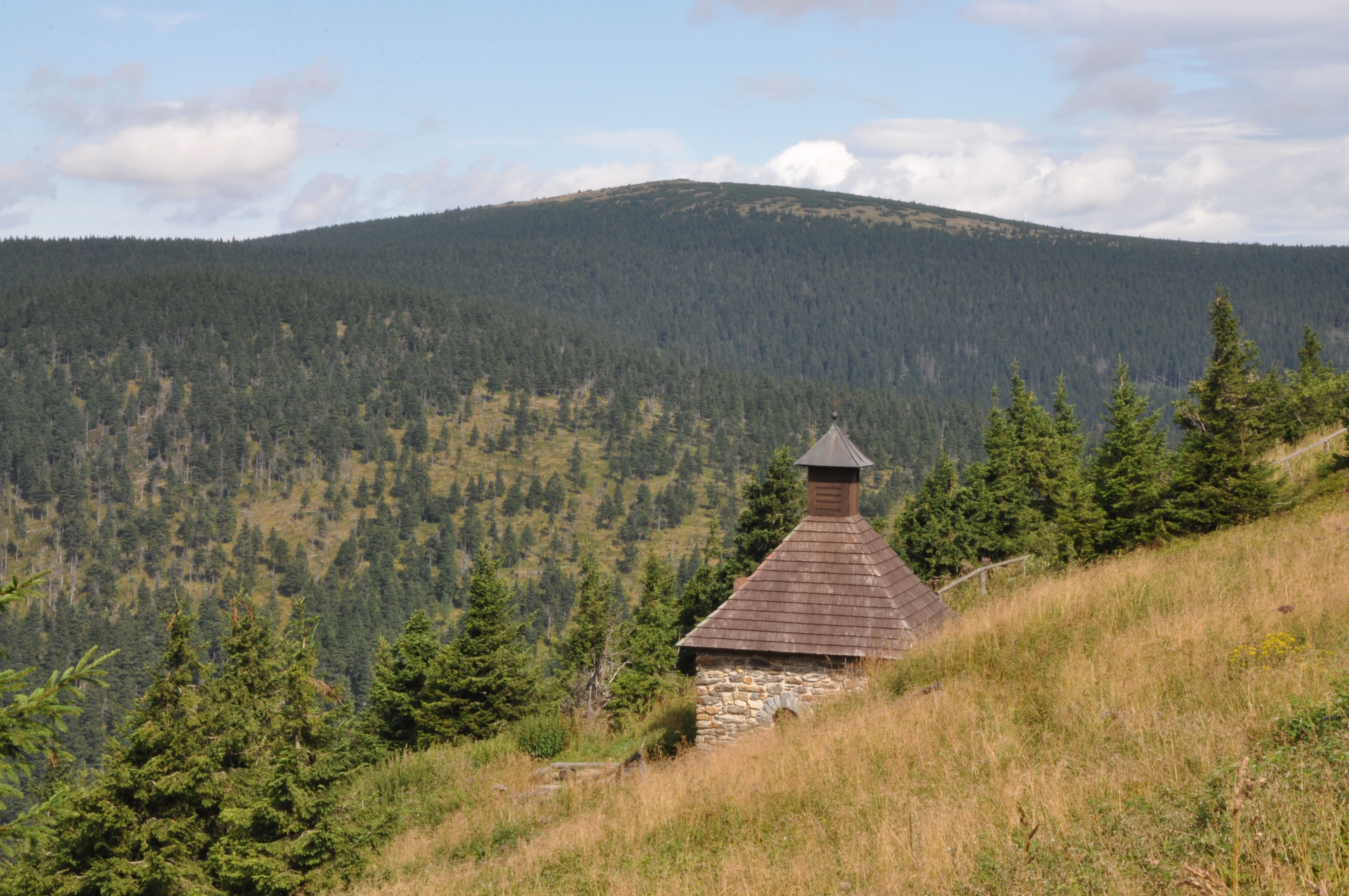
Widok z okolicy źródła Vřesová studánka w kierunku góry Keprník (2014 rok)

Góra Keprník położona jest w północno-zachodnim rejonie całego pasma Wysokiego Jesionika, leżąca w części Wysokiego Jesionika, niemalże w centralnym obszarze (mikroregionu) o nazwie Masyw Keprníka (cz. Keprnická hornatina), leżąca na jego grzbiecie głównym, biegnącym od przełęczy Červenohorské sedlo do przełęczy Ramzovskiej (cz. Ramzovské sedlo). Jest szczytem dobrze rozpoznawalnym poprzez swoje charakterystyczne szczytowe skalisko, położone w dodatku na odlesionej połaci szczytowej wśród roślinności wysokogórskiej, będącym na pierwszy rzut „oka” najwyższym w tej części pasma Wysokiego Jesionika i jest głównym, centralnym szczytem Masywu Keprníka. Jest bardzo dobrze widoczna i rozpoznawalna z drogi okalającej połać szczytową góry Pradziad (widoczna na prawo od szczytu góry Vozka), a z innego charakterystycznego punktu widokowego – z drogi okalającej szczyt góry Dlouhé stráně jest również bardzo dobrze widoczna i rozpoznawalna, położona na prawo od szczytu Vozka. Jest piątym co do wysokości szczytem Wysokiego Jesionika (po szczytach: Pradziad, Vysoká hole, Vysoká hole–JZ i Petrovy kameny).
Górę ograniczają: od północy przełęcz Sedlo pod Keprníkem w kierunku szczytu Šerák, od północnego wschodu doliny potoków o nazwach Keprnický potok i Bystrý potok, od wschodu mało wybitna przełęcz (najwyższa w Masywie Keprníka) o wysokości 1344 m n.p.m. w kierunku szczytu Žalostná, od południowego wschodu dolina potoku Rudohorský potok i przełęcz Sedlo pod Vřesovkou w kierunku szczytu Červená hora–S, od południa dolina potoku Hučivá Desná, od południowego zachodu przełęcz Sedlo Trojmezí w kierunku szczytu Vozka i dolina potoku Jelení potok oraz od północnego zachodu dolina potoku Klepáčský potok. W otoczeniu góry znajdują się następujące szczyty: od północnego wschodu Šumný, Spálená stráň, Nad Výrovkou i Domašovský kopec (szczyt leży w paśmie o nazwie Góry Opawskie (cz. Zlatohorská vrchovina)), od wschodu Žalostná, od południowego wschodu Bršť (szczyt leży w paśmie Góry Opawskie), Točník, Červená hora–S, Červená hora i Šindelná hora, od południa Spálený vrch–SV, od południowego zachodu Vozka, Polom i Jelení stráň, od zachodu Černava–JZ oraz od północnego zachodu Černava, Mračná hora, Šerák–JZ i Šerák.

### Stoki
W obrębie góry można wyróżnić siedem następujących zasadniczych stoków :
- północny
- północno-wschodni o nazwie V Žalostné
- wschodni o nazwie Příčná
- południowo-wschodni o nazwie Vlčinec
- południowy
- południowo-zachodni o nazwie Trojmezí
- zachodni o nazwie Jelení stráň

Stoki mniej więcej od wysokości (1260–1390) m n.p.m. w dół są zalesione w zdecydowanej większości borem świerkowym. Powyżej zgodnie z piętrowym układem stref klimatyczno-roślinnych dominują hale wysokogórskie, pokryte łąką i łanami nasadzanej kosodrzewiny. Na stokach występują wszystkie typy zalesienia: bór świerkowy, las mieszany oraz las liściasty. Na stokach północno-wschodnim, wschodnim i zachodnim poza borem świerkowym, występują wraz z obniżaniem wysokości niewielkie obszary lasu mieszanego, a na stoku wschodnim nawet nieznaczne połacie lasu liściastego. Niemalże wszystkie stoki charakteryzują się znaczną zmiennością wysokości zalesienia, z występującymi znacznymi polanami i przerzedzeniami, a nawet ogołoceniami. Na stoku północnym, blisko połaci szczytowej występuje pojedyncze większe skalisko, natomiast na stokach: północno-wschodnim, wschodnim i zachodnim występują liczne grupy skalne, w tym w odległości około 1,6 km na południowy zachód od szczytu (stok zachodni), na wysokości około 1060 m n.p.m., blisko płynącego potoku o nazwie Jelení potok – grupa skalna Jelení stráň. Ponadto na stoku zachodnim blisko przełęczy Sedlo pod Keprníkem występuje obszar pokryty gruzem skalnym.
Stoki mają stosunkowo niejednolite i zróżnicowane nachylenia. Średnie nachylenie stoków waha się bowiem od 6° (stok wschodni) do 17° (stok południowo-wschodni). Średnie nachylenie wszystkich stoków góry (średnia ważona nachyleń stoków) wynosi około 12°. Maksymalne średnie nachylenie stoku wschodniego, na wysokościach około 1150 m n.p.m., na odcinku 50 m nie przekracza 40°. Stoki pokryte są siecią dróg oraz na ogół nieoznakowanych ścieżek i duktów. Przemierzając je zaleca się korzystanie ze szczegółowych map, z uwagi na zawiłości ich przebiegu, zalesienie oraz zorientowanie w terenie.
W odległości około 995 m na północ od szczytu, blisko czerwonego szlaku turystycznego  (około 30 m), na wysokości 1309 m n.p.m., na północnym stoku góry znajduje się postawiony 26 września 1935 roku pomnik z kamienną tablicą pamiątkową. Widnieje na niej wizerunek śląskiego pisarza i miłośnika gór Hermanna Lönsa z następującą inskrypcją:

Hermann Löns
zum Gedenken
1866 – 1914

### Szczyt główny

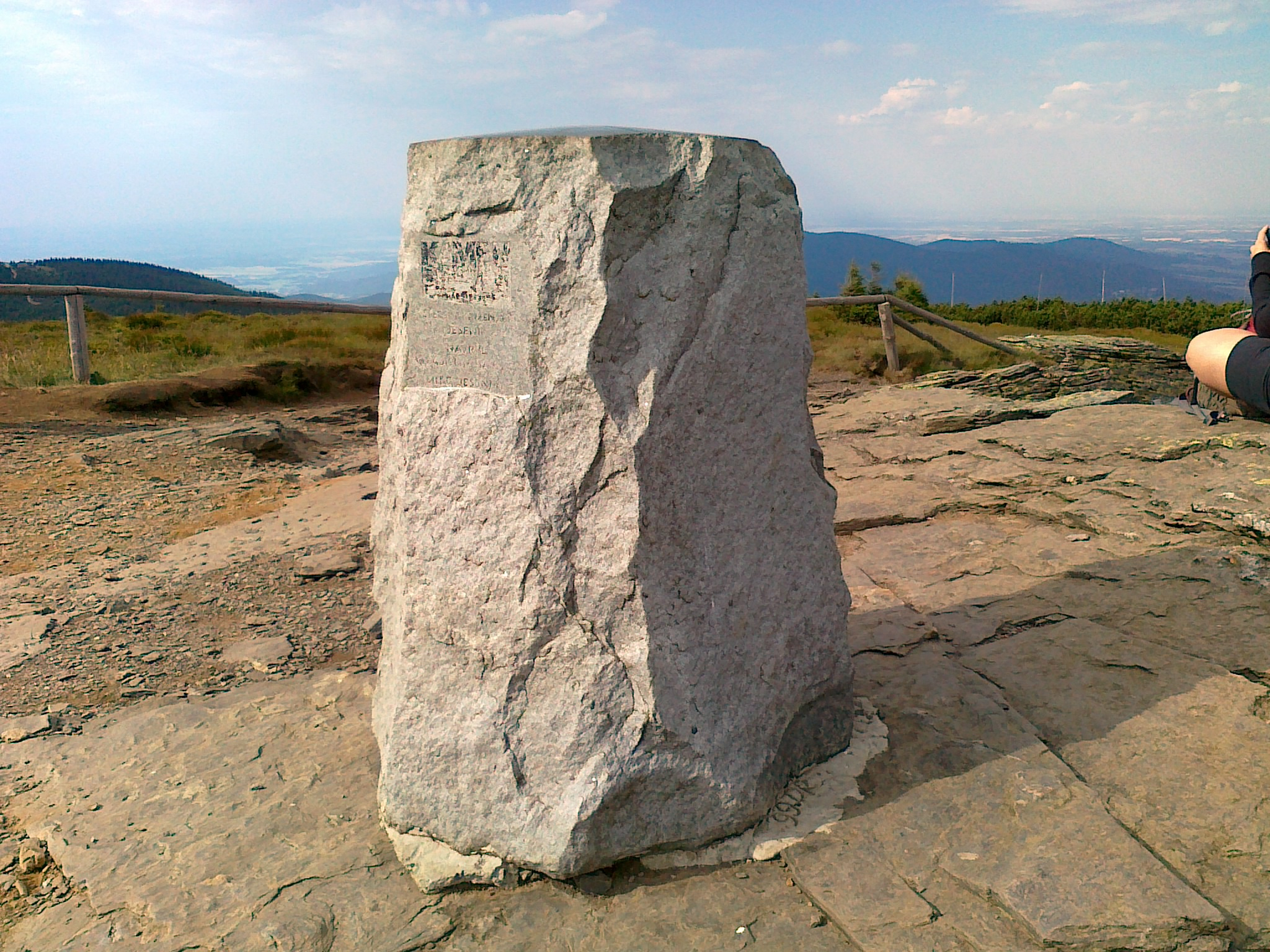
Pomnik (Kámen) na szczycie góry Keprník (2018 rok)

Na szczyt główny nie prowadzi żaden znakowany szlak turystyczny. Przez połać szczytową przebiega grzbietowa ścieżka główna oraz zlokalizowany na niej czerwony szlak turystyczny  i zielona ścieżka dydaktyczna , prowadząca m.in. do drugorzędnego szczytu Keprník–JV. Przy ścieżce tej znajduje się skrzyżowanie turystyczne o nazwie (cz. Keprník (vrchol)) z podaną na tablicy informacyjnej wysokością 1423 m. Szczyt góry znajduje się na odkrytym skalisku o długości około 20 m, który jest jednocześnie wybitnym punktem widokowym. Roztaczają się z niego dalekie perspektywy. Widoczne są m.in. szczyty gór: Černava, Šerák, Šumný, Červená hora i Troják oraz dalsze pasma górskie jak: Karkonosze ze Śnieżką, Masyw Śnieżnika, Beskidy, Mała Fatra, a nawet słowackie Tatry. Ponadto na skalisku tym umieszczono niewielki pachołkowaty pomnik tzw. Kámen z zatartym napisem okolicznościowym :

KÁMEN
SLEZSKÝ KÁMEN, a.s.
JESENÍK
NAVRHL
Mgr.LADISLAV HAJNÝ
CHKO JESENÍKY

Na wierzchu tego pomnika zaznaczono kreskami z przynależnymi nazwami widoczne szczyty. Na połaci szczytowej znajduje się punkt geodezyjny, oznaczony na mapach geodezyjnych numerem (22.), o wysokości 1422,80 m n.p.m. oraz współrzędnych geograficznych (50°10′15,42″N 17°06′59,08″E/50,170950 17,116411), oddalony o około 10 m na północ od szczytu. Państwowy urząd geodezyjny o nazwie (cz. Český úřad zeměměřický a katastrální (CÚZK)) w Pradze podaje jako najwyższy punkt góry – szczyt – o wysokości 1423,3 m n.p.m. i współrzędnych geograficznych (50°10′15,1″N 17°06′59,2″E/50,170861 17,116444).
Dojście do szczytu następuje ze ścieżki głównej oraz skrzyżowania turystycznego Keprník (vrchol), od którego biegnie ścieżka o długości około 30 m z umieszczonymi po jej bokach drewnianymi barierkami.

### Szczyty drugorzędne

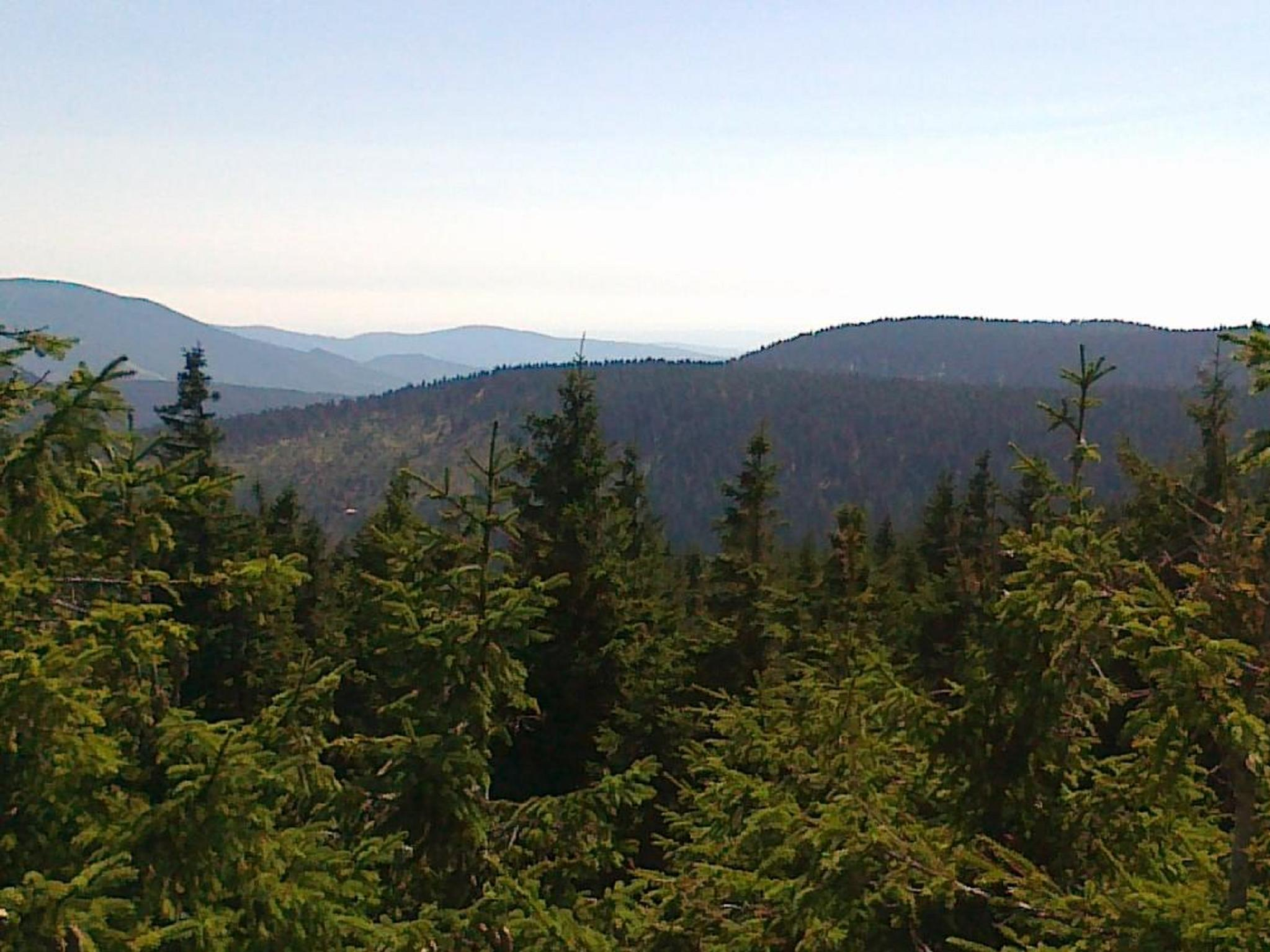
Widok ze szczytowej grupy skalnej góry Žalostná na drugorzędny szczyt Keprník–JV oraz z prawej Spálený vrch–SV i Spálený vrch (2023 rok)

Keprník jest górą o potrójnym szczycie. W całym masywie góry, poza szczytem głównym można wyróżnić dwa niższe drugorzędne szczyty. 
| Szczyty drugorzędne góry Keprník |            |                   |                                 |                                               |  |
| Lp.                              | Szczyt     | Wysokość m n.p.m. | Odległość od szczytu głównego m | Współrzędne geograficzne                      |  |
| 1                                | Keprník–J  | 1322              | 840 na południe                 | 50°09′48,0″N 17°06′54,5″E/50,163333 17,115139 |  |
| 2                                | Keprník–JV | 1286              | 1670 na południowy wschód       | 50°09′23,4″N 17°07′22,5″E/50,156500 17,122917 |  |

### Geologia
Pod względem geologicznym masyw góry Keprník należy do jednostki określanej jako kopuła Keprníka i zbudowany jest ze skał metamorficznych, głównie: gnejsów (biotytów), ortognejsów, erlanów, mylonitów, blasto-mylonitów, migmatytów, łupków łyszczykowych oraz skał magmowych, głównie meta-granitów. W strukturze geologicznej występują również częściowo domieszki minerałów szlachetnych takich jak np.: staurolit, andaluzyt, granat czy sillimanit. Na szczycie występują terasy krioplanacyjne oraz progi skalne – klify mrozowe, powstałe w plejstocenie, w mroźnym klimacie peryglacjalnym. Wtedy też prawdopodobnie istniał na południowo-wschodnim stoku niewielki lodowiec górski, po którym pozostał tzw. Keprnický kar.

### Wody
Grzbiet główny (grzebień) góry Pradziad, biegnący od przełęczy Skřítek do przełęczy Červenohorské sedlo oraz dalej do przełęczy Ramzovskiej (cz. Ramzovské sedlo) jest częścią granicy Wielkiego Europejskiego Działu Wodnego, dzielącej zlewiska Morza Bałtyckiego i Morza Czarnego .
Góra leży na tej granicy, na zlewiskach Morza Bałtyckiego (dorzecze Odry) na stokach: północno-wschodnim, wschodnim i południowo-wschodnim oraz Morza Czarnego (dorzecze Dunaju) na stokach: południowo-zachodnim i zachodnim . Ze stoków bierze swój początek kilka potoków: Jelení potok ze stoku południowo-zachodniego, Klepáčský potok ze stoku zachodniego, Keprnický potok ze stoku północno-wschodniego i Rudohorský potok ze stoku południowo-wschodniego . Na stoku południowo-zachodnim i południowym występują na wysokościach około (1320 i 1300) m n.p.m. niewielkie obszary bagienne.

#### Wodospady

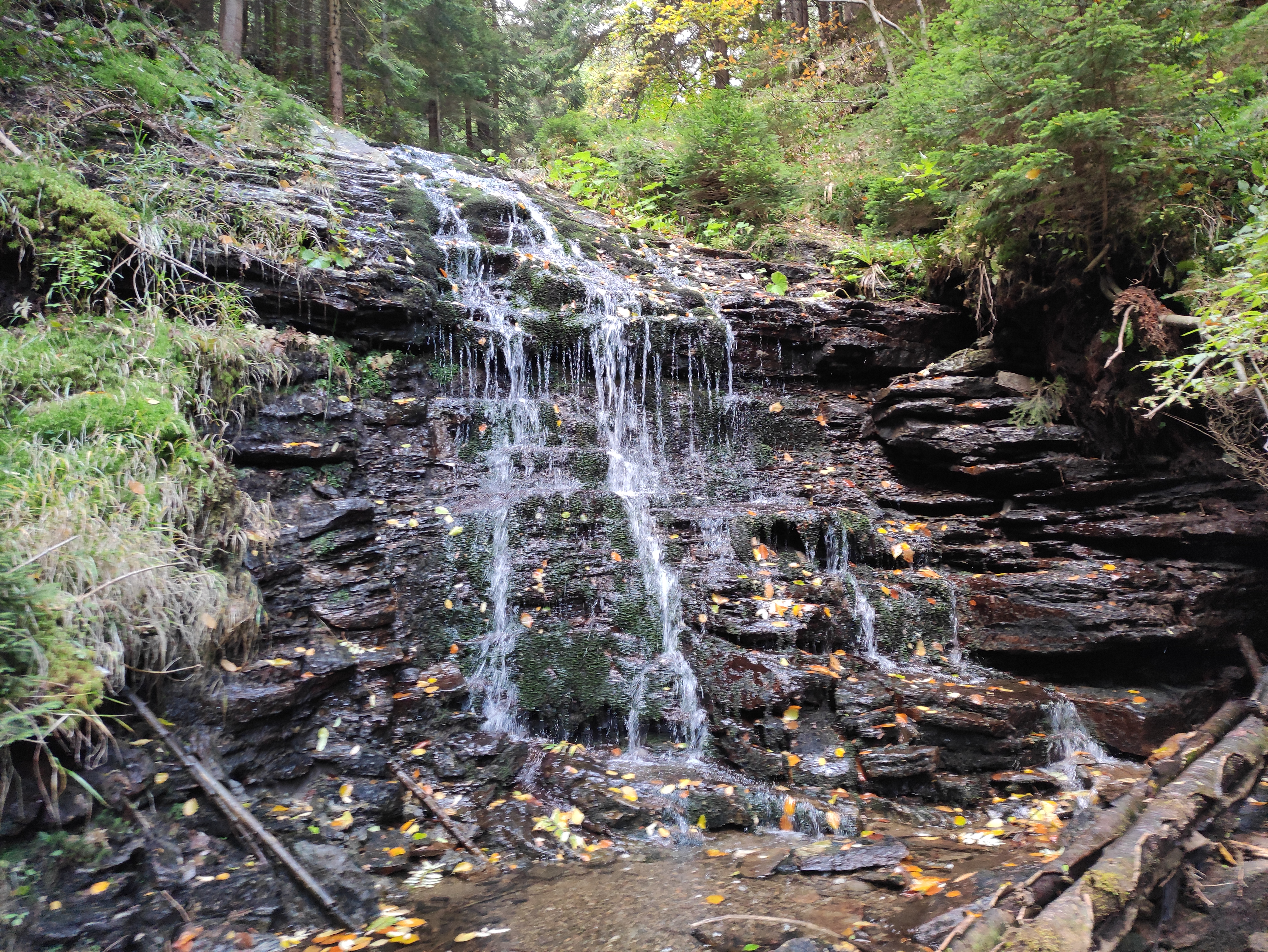
Vodopády Bystrého potoka (2021 rok)

Atrakcją dla miłośników pięknych krajobrazów są wodospady, rozsiane na stokach góry na niemal wszystkich potokach. Dojście do nich jest trudne, wymaga posłużeniem się szczegółowymi mapami.
| Wodospady na stokach góry Keprník |                          |                                          |                                                                   |                               |                                       |
| Lp.                               | Wodospad                 | Potok                                    | Lokalizacja                                                       | Wysokość bezwzględna m n.p.m. | Wysokość wodospadu m                  |
| 1                                 | Jelení vodopády          | Jelení potok                             | stok zachodni, około 1,3 km na zachód od szczytu                  | 1015–1110                     | 4,5; 9; 4+2; 3; 2,5; 4,5              |
| 2                                 | Keprnické vodopády       | Keprnický potok                          | stok północno-wschodni, około 960 m na północny wschód od szczytu | 1115                          | 8                                     |
| 3                                 | Rudohorské vodopády      | Rudohorský potok                         | około 1,2 km na południowy wschód od szczytu                      | 850–1075                      | 3; 3; 5; 4; 2; 7,2; 4; 2,5; 6; 8,5; 2 |
| 4                                 | Vodopády Bystrého potoka | Bystrý potok                             | około 1,4 km na północny wschód od szczytu                        | 1000–1020                     | 6,5; 5                                |
| 5                                 | Vodopády pod Morickou    | nienazwany dopływ potoku Klepáčský potok | stok zachodni, około 1,4 km na północny zachód od szczytu         | 1015–1120                     | 5; 3; 3,5                             |
| 6                                 | Vodopád Ve Stržích       | nienazwany dopływ potoku Klepáčský potok | około 1,2 km na północny zachód od szczytu                        | 1115–1160                     | 4; 3; 3,5                             |

## Klimat
Na wierzchołku panują surowe warunki klimatyczne (średnia roczna temperatura wynosi około 2,2 °C, średnia roczna suma opadów około 1200 mm, a pokrywa śnieżna w obrębie góry utrzymuje się przez około 180 dni w roku).

## Ochrona przyrody

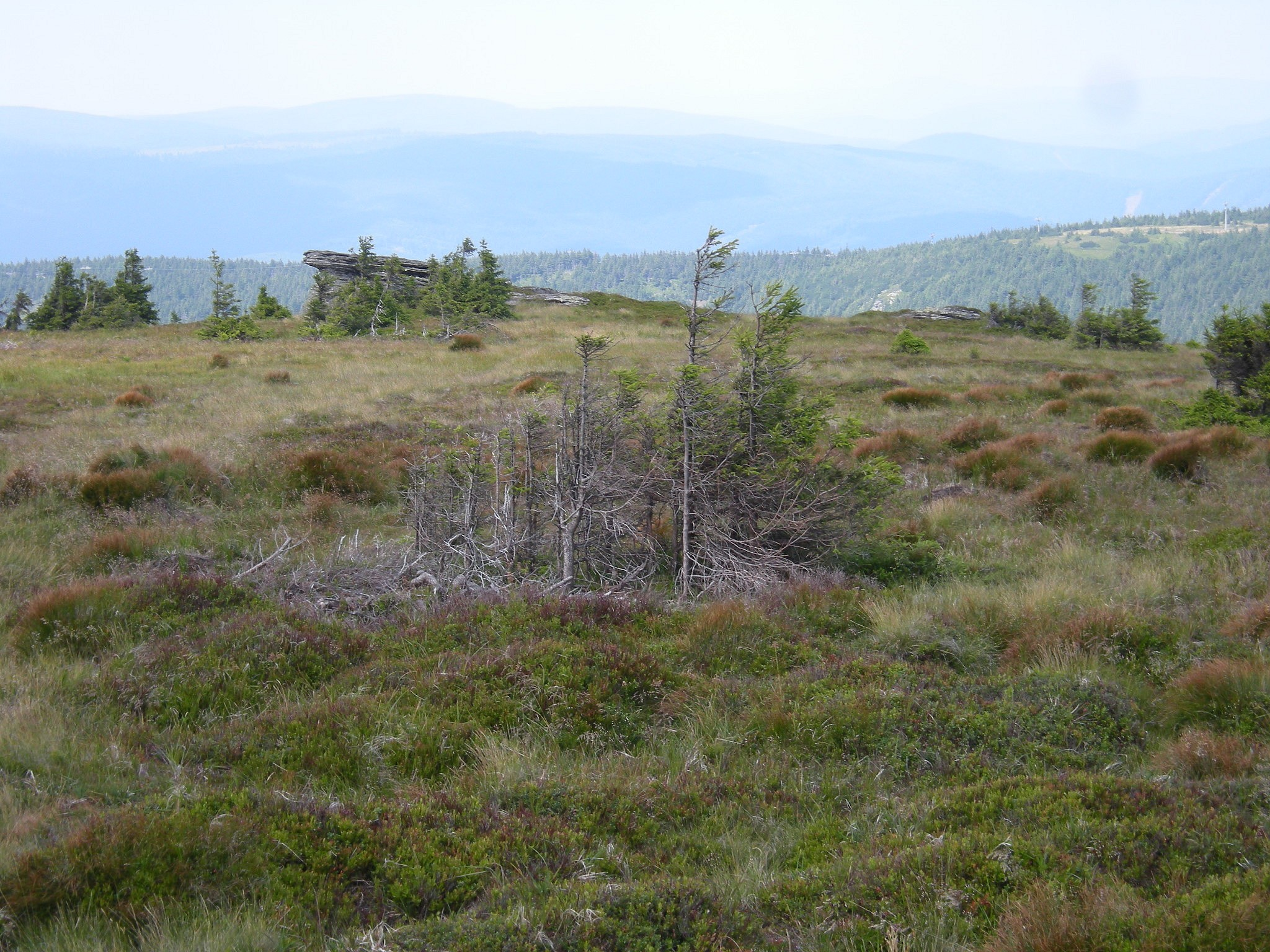
Roślinność na szczycie Keprníka (2012 rok)

Połać szczytowa oraz części wszystkich stoków znajdują się w obrębie narodowego rezerwatu przyrody Šerák-Keprník (cz. Národní přírodní rezervace Šerák-Keprník), będącego częścią wydzielonego obszaru objętego ochroną o nazwie Obszar Chronionego Krajobrazu Jesioniki (cz. Chráněná krajinná oblast (CHKO) Jeseníky), a utworzonego w celu ochrony utworów skalnych, ziemnych i roślinnych oraz rzadkich gatunków zwierząt. Na stokach nie utworzono żadnych obiektów nazwanych pomnikami przyrody.
Wzdłuż czerwonego szlaku turystycznego  utworzono ścieżkę dydaktyczną o nazwie (cz. NS S Koprníčkem na výlet Keprnickými horami) na trasie:
 Červenohorské sedlo – Ramzová (z 13 stanowiskami obserwacyjnymi)

### Narodowy rezerwat przyrody Šerák-Keprník
Narodowy rezerwat przyrody Šerák-Keprník położony jest na wysokościach (852–1423) m n.p.m., ma powierzchnię 794,30 ha (z ochronną strefą buforową nawet 1169,83 ha) oraz został utworzony 31 grudnia 1933 roku w celu ochrony szeregu zachowanych formacji skalnych i glebowych, powstałych w wyniku surowego klimatu epoki lodowcowej, jakimi są: terasy krioplanacyjne, zręby mrozowe i tzw. tufury oraz znajdującej się na ich obszarze flory i fauny. Rezerwat jest udostępniony dla turystów. Biegną w jego obrębie szlaki zarówno turystyczne, jak i szlak rowerowy oraz ścieżka dydaktyczna. Z uwagi jednak na ochronę cennego ekosystemu głębsze penetrowanie rezerwatu nie jest zalecane.

## Turystyka
W obrębie góry nie ma żadnego schroniska lub hotelu górskiego. Góra Keprník to miejsce licznie odwiedzane, przede wszystkim przez miłośników turystyki pieszej. Położona jest ona bowiem pomiędzy kluczowymi ośrodkami turystycznymi w Masywie Keprníka. Do najbliższej osady Filipovice, z hotelem Stará pošta jest od szczytu około 4 km w kierunku południowo-wschodnim, do miejscowości Ostružná z bazą turystyczną hoteli i pensjonatów oraz jej części Ramzová z bazą hoteli i pensjonatów jest od szczytu około 4,5 km w kierunku północno-zachodnim, do miejscowości Bělá pod Pradědem z bazą pensjonatów 5,5 km w kierunku wschodnim, a do bazy turystycznej na przełęczy Červenohorské sedlo z hotelem górskim Červenohorské Sedlo jest od szczytu również około 5,5 km w kierunku południowo-wschodnim. Ponadto w odległości około 2 km od szczytu w kierunku północno-zachodnim, na stoku góry Šerák znajduje się schronisko turystyczne chata Jiřího. Na stoku tej góry, w odległości około 1800 m od szczytu góry Keprník, zlokalizowano górną stację kolejki linowej Šerák (lanovka) na trasie Ramzová – góra Šerák.
Kluczowym punktem turystycznym jest skrzyżowanie turystyczne położone w odległości około 1,2 km na północ od szczytu, o nazwie (cz. Pod Keprníkem) z podaną na tablicy informacyjnej wysokością 1282 m, położone na przełęczy Sedlo pod Keprníkem, od którego rozchodzą się dwa szlaki turystyczne, szlak rowerowy, ścieżka dydaktyczna i trasy narciarstwa biegowego.

### Chaty łowieckie

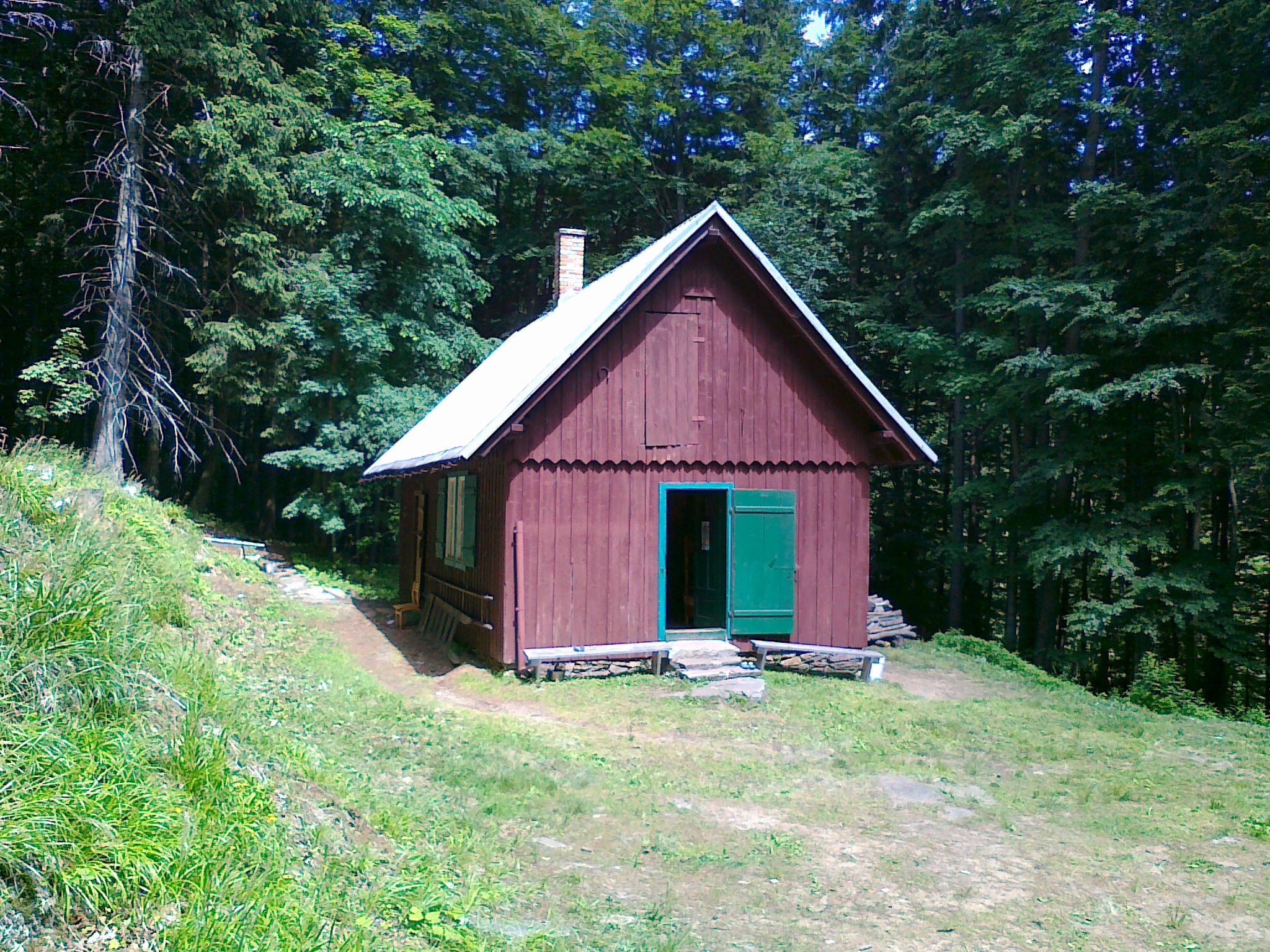
Bysterská chata (2019 rok)

Na stokach góry położone są cztery chaty, ale nie mają one charakteru typowych schronisk turystycznych, a które zalicza się do tzw. chat łowieckich.
| Chaty na stokach góry Keprník |                      |                           |                                                                       |                                               |
| Lp.                           | Chata                | Odległość od szczytu m    | Lokalizacja                                                           | Współrzędne geograficzne                      |
| 1                             | Bysterská chata      | 1840 na północny wschód   | stok północno-wschodni, blisko potoków Keprnický potok i Bystrý potok | 50°11′01,0″N 17°07′59,1″E/50,183611 17,133083 |
| 2                             | Jelení chata (2)     | 1360 na południowy zachód | stok zachodni, blisko potoku Jelení potok                             | 50°10′01,7″N 17°05′53,9″E/50,167139 17,098306 |
| 3                             | Moricka              | 950 na zachód             | stok zachodni                                                         | 50°10′18,4″N 17°06′11,5″E/50,171778 17,103194 |
| 4                             | Na Příčné (Kvedlena) | 1790 na południowy wschód | stok wschodni, niedaleko szczytu Keprník–JV                           | 50°09′26,9″N 17°07′48,2″E/50,157472 17,130056 |

### Szlaki turystyczne
Klub Czeskich Turystów (cz. Klub Českých Turistů) wytyczył cztery szlaki turystyczne na trasach:
 Červenohorské sedlo – góra Červená hora – źródło Vřesová studánka – przełęcz Sedlo pod Vřesovkou – Keprník–JV – Trojmezí – szczyt Keprník – przełęcz Sedlo pod Keprníkem – góra Šerák – Mračná hora – góra Černava – Ramzová
 Branná – Tři kameny – góra Troják – przełęcz Volská louka – góra Vozka – Trojmezí
 Branná – góra Pekelec – szczyt Pekelec–SV – przełęcz Alojzovské louky – góra Troják–JZ – dolina potoku Hučava – góra Troják – szczyt Vozka – przełęcz Sedlo pod Vřesovkou
 Lipová-lázně – góra Sněhulák – góra Strmý – góra Obří skály – góra Šerák – przełęcz Sedlo pod Keprníkem – góra Šumný – góra Točník – Filipovice

### Szlaki rowerowe i trasy narciarskie
Niewielkim fragmentem u podnóża stoku północno-wschodniego biegnie jedyny wyznaczony szlak rowerowy na trasie:
 Spojená cesta – góra Ztracený vrch – góra Zaječí hora – Šumná–JV – góra Šumná – góra Nad Borovým – dolina potoku Borový potok – Bělá pod Pradědem – góra Žalostná – góra Šumný – przełęcz Sedlo pod Keprníkem – góra Šerák – Mračná hora – góra Černava – Ostružná – Petříkov
W okresach ośnieżenia wzdłuż szlaków turystycznych i rowerowych (oprócz zielonego szlaku turystycznego ), poprowadzono trasy narciarstwa biegowego m.in. z trasą o nazwie tzw. (cz. Jesenická magistrála). W obrębie góry nie wyznaczono żadnej trasy narciarstwa zjazdowego.